# Староустенці
Староу́стенці — пасажирський залізничний зупинний пункт Козятинської дирекції Південно-Західної залізниці.
Розташований неподалік від села Старостинці Погребищенського району Вінницької області близько від межі з Житомирською областю на лінії Козятин I — Погребище I між станціями Зарудинці (8 км) та Ржевуська (16,5 км).

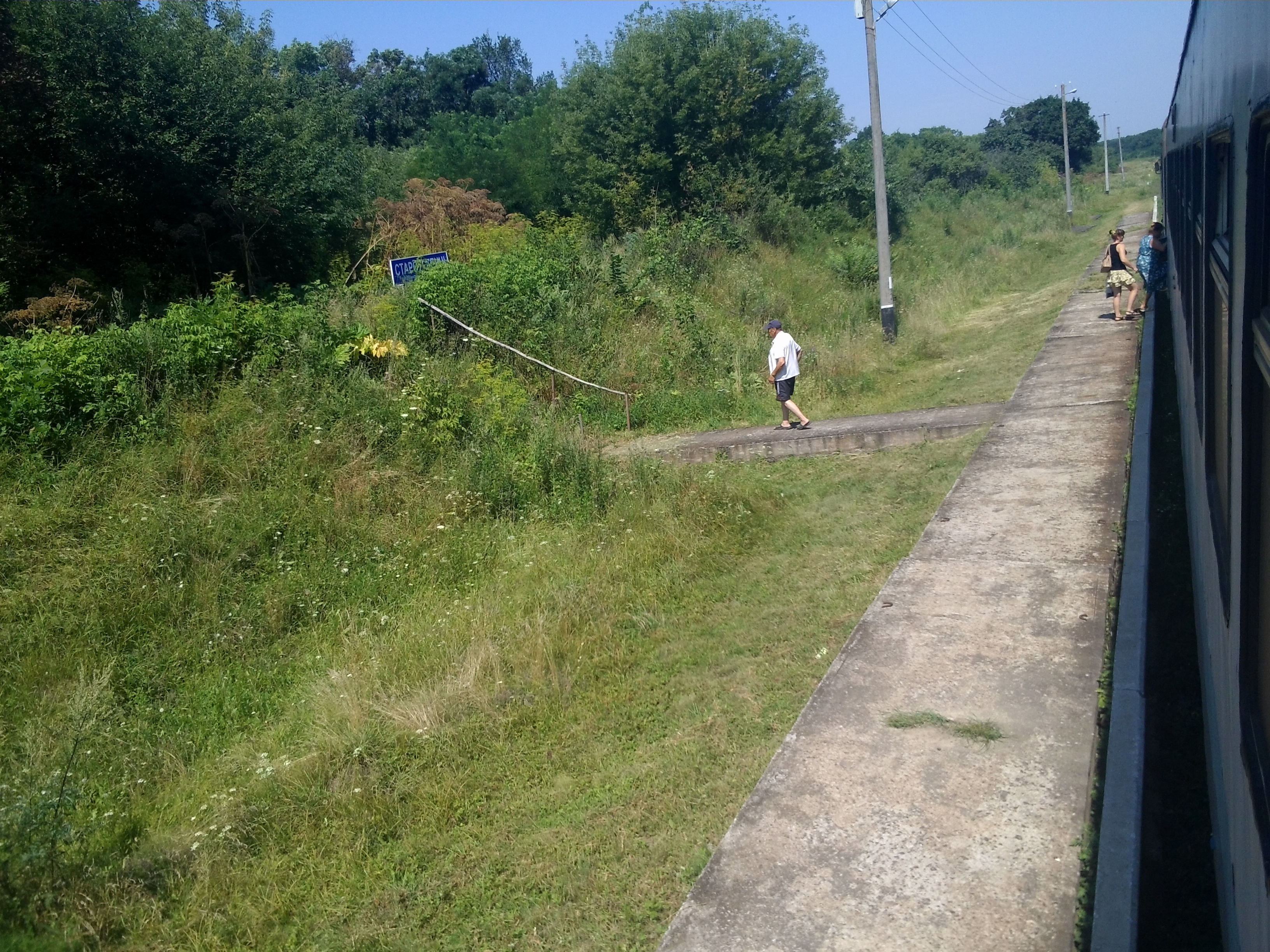
Платформа зупинного пункту